# Săgeata Valonă 2021
Săgeata Valonă 2021 a fost cea de a 85-a ediție a cursei clasice de ciclism Săgeata Valonă, cursă de o zi. S-a desfășurat la data de 21 aprilie 2021 și a făcut parte din calendarul UCI World Tour 2021. Distanța totală a cursei a fost de 192 de kilometri.

## Echipe participante
Întrucât Săgeata Valonă este un eveniment din cadrul Circuitului mondial UCI 2021, toate cele 19 echipe UCI au fost invitate automat și obligate să aibă o echipă în cursă. Șase echipe profesioniste continentale au primit wildcard.

### Echipe UCI World
| - AG2R Citroën Team - Astana-Premier Tech - Bora–Hansgrohe - Cofidis - Deceuninck–Quick-Step - EF Education-Nippo - Groupama–FDJ - Ineos Grenadiers - Intermarché-Wanty-Gobert Matériaux - Israel Start-Up Nation | - Lotto Soudal - Movistar Team - Team Bahrain Victorious - Team BikeExchange - Team DSM - Team Jumbo–Visma - Team Qhubeka Assos - Trek-Segafredo - UAE Team Emirates |  |

### Echipe continentale profesioniste UCI
| - Alpecin-Fenix - Arkéa-Samsic - Bingoal-WB | - Delko - Gazprom-RusVelo - Sport Vlaanderen-Baloise |  |

## Rezultate
| Loc | Concurent             | Echipă                 | Timp       |
| --- | --------------------- | ---------------------- | ---------- |
| 1   | Julian Alaphilippe    | Deceuninck–Quick-Step  | 4h 36' 25" |
| 2   | Primož Roglič         | Team Jumbo-Visma       | +0"        |
| 3   | Alejandro Valverde    | [[Movistar Team]       | +6"        |
| 4   | Michael Woods         | Israel Start-Up Nation | +8"        |
| 5   | Warren Barguil        | Arkéa–Samsic           | +11"       |
| 6   | Tom Pidcock           | Ineos Grenadiers       | +11"       |
| 7   | David Gaudu           | Groupama–FDJ           | +11"       |
| 8   | Esteban Chaves        | Team BikeExchange      | +11"       |
| 9   | Richard Carapaz       | Ineos Grenadiers       | +11"       |
| 10  | Maximilian Schachmann | Bora-Hansgrohe         | +16"       |

## Legături externe
- Site web oficial